# Гаизон
Гаизон (на латински: Gaiso) е политик и военачалник на Римската империя през 4 век.

## Биография
Той произлиза от франките. Първоначално е офицер при император Констант. След това е официален командир на войските на император Магненций. На 18 януари 350 г. той хваща император Констант при бягството му в oppidum Helena до Пиренеите и го убива. Вероятно е magister militum на Магненций.
През 351 г. той е консул на Запад заедно с император Магненций. Post consulatum консули на Изток са Флавий Сергий и Флавий Нигриниан.